# Fire Emblem Warriors
Fire Emblem Warriors est un jeu vidéo d’action de type hack 'n' slash, développé par Omega Force et Team Ninja, et édité par Koei Tecmo Games et Nintendo. Annoncé en janvier 2017, il est sorti sur Nintendo Switch et New Nintendo 3DS le 28 septembre 2017 au Japon et le 20 octobre 2017 dans le reste du monde,. Il s’agit d’un crossover entre les séries de jeux vidéo Fire Emblem et Dynasty Warriors.
Le jeu met en scène les jumeaux Rowan et Lianna, respectivement le prince et la princesse du royaume d'Aytolis, qui ont pour objectif d'empêcher la résurrection du Dragon du Chaos. À leurs côtés, le joueur retrouve des personnages issus d'épisodes précédents de la série Fire Emblem, comme le prince Chrom de Fire Emblem: Awakening et la princesse Camilla de Fire Emblem Fates. Le système de jeu est basé sur celui de Dynasty Warriors, agrémenté des mécaniques de la série Fire Emblem, par exemple le triangle des armes et le système de duos.
Un deuxième épisode, Fire Emblem Warriors: Three Hopes, est prévu pour le 24 juin 2022 sur Nintendo Switch.

## Trame

### Univers
L'histoire de Fire Emblem Warriors se déroule dans un univers fantastique et médiéval dans lequel s'affrontent deux royaumes. En effet, le paisible royaume d'Aytolis, dirigé par la reine Yelena, est attaqué sans raison apparente par la nation voisine, Gristonne, ayant à sa tête le roi Oskar. Cette dernière a ouvert les portails du Multivers, provocant l'apparition à la fois d'étranges monstres et de héros du passé. Les protagonistes, Rowan et Lianna, qui sont respectivement le prince et la princesse du royaume d'Aytolis, doivent alors retrouver les Luxolithes, des joyaux détenus par les héros provenant des autres mondes, qui permettent de reconstituer l'Égide ardente dans le but d'arrêter Velezark, le Dragon du Chaos invoqué par le roi Oskar.
Les royaumes d'Aytolis et de Gristonne recensent plusieurs endroits principaux dans lesquels se déroulent les batailles. La plupart d'entre-eux font référence à des lieux des épisodes précédents, comme par exemple la Grande plaine située au cœur du continent qui rappelle celle sur laquelle les familles royales de Fire Emblem Fates se sont disputé Corrin, ainsi que les Châteaux de Sol et du soir renvoyant à ceux présents dans les royaumes respectifs du même opus, ou encore l'Arène du désert montrant des similitudes à l'Arène de Ferox de Fire Emblem : Awakening.

### Personnages
Au total, vingt-trois personnages jouables sont disponibles soit immédiatement, soit après avoir progressé dans le jeu. Les personnages proviennent en majorité de Fire Emblem: Shadow Dragon, Fire Emblem: Awakening et Fire Emblem Fates. Deux personnages jouables, Rowan et Lianna, ont été créés spécifiquement pour ce jeu. Chaque personnage possède une classe, un type d'arme et des capacités qui lui sont propres, offrant ainsi au joueur une multitude de possibilités concernant la stratégie qu'il souhaite adopter.
De plus, huit personnages, certains alliés, d'autres ennemis, apparaissent également au cours du jeu mais sans la possibilité de les incarner. Ils proviennent des mêmes jeux que les personnages jouables.
| Épisode | Personnage | Classe de base      | Arme  | Jouable | Épisode | Personnage | Classe de base    | Arme        | Jouable |
| ------- | ---------- | ------------------- | ----- | ------- | ------- | ---------- | ----------------- | ----------- | ------- |
| FEW     | Rowan      | Lord                | Épée  | oui     | FE:A    | Chrom      | Lord              | Épée        | oui     |
| FEW     | Lianna     | Lord                | Épée  | oui     | FE:A    | Lucina     | Lord              | Épée        | oui     |
| FEW     | Darios     | Lord                | Épée  | Croix   | FE:A    | Daraen     | Stratège          | Tome        | oui     |
| FEW     | Anna       | Baladin             | Arc   | oui     | FE:A    | Lissa      | Sœur              | Hache       | oui     |
| FEF     | Corrin     | Sire / Dame de Nohr | Épée  | oui     | FE:A    | Frederick  | Grand chevalier   | Hache       | oui     |
| FEF     | Azura      | Chanteuse           | Lance | DLC     | FE:A    | Cordelia   | Chevalier pégase  | Lance       | oui     |
| FEF     | Ryoma      | Bretteur            | Épée  | oui     | FE:A    | Owain      | Épéiste           | Épée        | DLC     |
| FEF     | Hinoka     | Chevalier céleste   | Lance | oui     | FE:A    | Tharja     | Mage noir         | Tome        | DLC     |
| FEF     | Takumi     | Archer              | Arc   | oui     | FE:A    | Olivia     | Danseuse          | Épée        | DLC     |
| FEF     | Sakura     | Gardienne           | Arc   | oui     | FE:A    | Valldar    | Sorcier           | Tome        | Croix   |
| FEF     | Oboro      | Lancier             | Lance | DLC     | FE:SD   | Marth      | Lord              | Épée        | oui     |
| FEF     | Xander     | Paladin             | Épée  | oui     | FE:SD   | Shiida     | Chevalier pégase  | Lance       | oui     |
| FEF     | Camilla    | Belliciste          | Hache | oui     | FE:SD   | Nabarl     | Mercenaire        | Épée        | DLC     |
| FEF     | Leo        | Paladin noir        | Tome  | oui     | FE:SD   | Tiki       | Manakete          | Dracopierre | oui     |
| FEF     | Elise      | Troubadour          | Tome  | oui     | FE:SD   | Minerva    | Chevalier wyverne | Hache       | DLC     |
| FEF     | Niles      | Hors-la-loi         | Arc   | DLC     | FE:SD   | Linde      | Mage              | Tome        | DLC     |
| FEF     | Iago       | Sorcier             | Tome  | Croix   | FE:SD   | Gharnef    | Sorcier           | Tome        | Croix   |
| FEE:SoV | Celica     | Prêtresse           | Épée  | oui     | FE:BB   | Lyn        | Lord              | Épée        | oui     |

Bien que Corrin et Daraen apparaissent chacun en version masculine et féminine, seuls Corrin (femme) et Daraen (homme) interviennent dans le scénario principal. De plus, Lyn, Celica et Anna n'interviennent pas dans le scénario principal et ne sont jouables qu'en modes Libre et Chroniques. Quant aux personnages ajoutés au jeu via contenu additionnel, ils peuvent être incarnés dans le mode Histoire mais n'y interviennent pas directement.

## Système de jeu

### Généralités
Fire Emblem Warriors reprend le système de jeu hack 'n' slash de la série Dynasty Warriors de Tecmo Koei, ainsi que l’univers et les personnages de la série Fire Emblem.
Ainsi, le jeu se déroule sur un champ de bataille, sur lequel s'opposent généralement deux armées. Le joueur contrôle un ou plusieurs personnages au sein de l'armée alliée, avec la possibilité de passer de l'un à l'autre à tout moment. Chaque personnage dispose d'une panoplie de coups faibles et forts dont la puissance, la portée et le temps d'exécution dépendent de la combinaison de boutons entrée par le joueur et du personnage utilisé.
Le champ de bataille est composé en grande partie de forts et d'avant-postes, qui reflètent la progression de l'armée qui les contrôle. Une armée peut donc prendre un fort ou un avant-poste à l'ennemi si elle élimine le soldat qui le protège. Chaque armée dispose également d'une base (l'équivalent d'un fort renforcé) qu'il faut défendre à tout prix. La perte de la base est souvent synonyme de défaite pour l'armée qui la contrôlait.
Pour réussir, le joueur doit accomplir une série de missions, comme vaincre des capitaines ennemis, protéger un fort allié, prendre des forts ennemis, puis vaincre le commandant ennemi pour remporter la bataille. Le fait de devoir terminer ces missions tout en suivant l'évolution de la bataille donne une dimension stratégique au jeu.

### Mécaniques issues de la sérieFire Emblem
Le joueur peut dans la plupart des cas déployer plusieurs personnages sur le champ de bataille. Bien qu'il n'en contrôle qu'un à la fois, il a la possibilité de donner des instructions aux autres depuis le menu de pause, comme attaquer cet ennemi ou ce fort, défendre ou soigner cet allié, etc. Hyrule Warriors Legends présentait une mécanique similaire.
Le joueur peut également définir au début de la partie s'il veut jouer en "mode classique", connu depuis les premiers jeux de la série Fire Emblem, ou en "mode débutant", connu depuis les jeux les plus récents. Dans le premier cas, un personnage vaincu l'est définitivement. Dans le deuxième cas, un personnage vaincu reste disponible après la bataille en cours. Le joueur peut passer du mode classique au mode débutant en cours de partie (et ainsi récupérer les personnages perdus), mais le changement inverse n'est pas possible,.
Le système du triangle des armes, présent dans de nombreux opus de la série Fire Emblem, est implémenté dans Fire Emblem Warriors de la manière suivante : si une unité a l'avantage sur son adversaire, elle lui inflige plus de dégâts et peut l'étourdir plus facilement (ce qui donne l'occasion de lancer une attaque très puissante). À l'inverse, si l'unité est en désavantage, elle inflige moins de dégâts et n'a aucune chance d'étourdir son adversaire. Selon ce système, les épées sont efficaces contre les haches, qui ont l'avantage sur les lances, qui sont plus fortes contre les épées. Les tomes, les arcs, les dracopierres et les griffes ne sont pas intégrés dans ce système et sont ainsi neutres.
Certains personnages possèdent également des aptitudes spécifiques. En effet, certains se battent à cheval ou sur des montures volantes, comme les pégases et les wyvernes. Les cavaliers se déplacent plus vite et, quand ils se mettent à courir, peuvent repousser les fantassins. Les unités volantes, quant à elles, sont les seules à pouvoir emprunter des passages impraticables à pied sur certains champs de bataille. En contrepartie, les cavaliers et les unités volantes souffrent de faiblesses face à certaines armes : les unités volantes craignent les flèches, par exemple. Par ailleurs, d'autres personnages peuvent soigner leurs alliés à l'aide de bâtons et de sceptres aux pouvoirs curatifs. Le pouvoir de soin couvre une zone plus ou moins large et restaure un certain montant de points de vie selon le bâton employé. Seuls Rowan, Lianna et certaines classes comme les Sœurs, les Troubadours, les Gardiennes, ou encore les Chevaliers faucon, peuvent les utiliser.
Le système de duos, introduit dans Fire Emblem: Awakening, puis repris dans Fire Emblem Fates, est également présent. Ainsi, un joueur peut décider de former un duo avec un personnage allié. Ce dernier est alors à l'abri des attaques mais peut aussi attaquer et protéger le joueur d'un ennemi de manière automatique, à condition que les jauges correspondantes soient suffisamment pleines. Les deux personnages en duo peuvent échanger les rôles à tout moment, ce qui permet potentiellement de donner un grand nombre de coups sans interruption.
Les personnages montent de niveau au fil des combats, comme dans de nombreux jeux Dynasty Warriors. Toutefois, les statistiques apparaissant régulièrement dans les jeux de la série Fire Emblem, à savoir les points de vie, la force, la magie, la technique, la vitesse, la chance, la défense et la résistance, apparaissent également dans le jeu. De plus, dès qu'il a atteint le niveau quinze, un personnage a la possibilité de changer de classe à l'aide d'un Magister, augmentant ainsi fortement ses statistiques.
Dans certains épisodes de la série Fire Emblem, notamment les plus récents comme Fire Emblem: Awakening, Fire Emblem Fates et Fire Emblem Echoes: Shadows of Valentia, le niveau de soutien entre deux personnages augmente au fil des combats s'ils restent à proximité l'un de l'autre, engageant alors une conversation de soutien entre eux. Ces conversations sont également présentes dans Fire Emblem Warriors et peuvent être observées après une bataille.
Enfin, sur certains champs de bataille, le joueur peut trouver des veines dragunaires réparties dans les forts, à la manière de Fire Emblem Fates. Une fois activées, celles-ci influent sur l'environnement, créant par exemple un pont à partir d'une falaise ou faisant disparaître une tempête de sable. Contrairement à Fire Emblem Fates où seuls les personnages de sang royal peuvent les activer, dans Fire Emblem Warriors, n'importe quel personnage jouable est apte à les utiliser.

### Modes de jeu
Fire Emblem Warriors met à la disposition du joueur un total de cinq modes, dont deux modes de jeu principaux différents. Le premier, le mode Histoire, permet au joueur de suivre les aventures des jumeaux Rowan et Lianna dans leur quête contre le Dragon du Chaos. Le deuxième, le mode Chroniques, propose au joueur de revivre des épisodes marquants des opus passés. Ainsi, dans ce mode, le joueur peut naviguer librement d'un ennemi à l'autre sur la carte sur laquelle se déroule l'épisode. Une fois entré en contact avec un ennemi, le combat commence. Si le joueur sort victorieux, l'ennemi est éliminé, ouvrant ainsi le passage vers d'autres combats. Certaines cartes ont été ajoutées soit par le biais de mises à jour, soit par contenu additionnel.
Épisodes du mode Chroniques
- Liens et destinée : cet épisode propose au joueur de revivre le combat de Fire Emblem: Awakening qui s'est déroulé entre Chrom et Valldar, ce dernier ayant pour dessein de ressusciter le dragon maléfique Grima.
- La croisée des chemins : le joueur est replongé dans le conflit des royaumes de Fire Emblem Fates, où Corrin doit choisir entre combattre auprès de sa famille de sang, Hoshido, ou de sa famille adoptive, Nohr.
- Le Pontife maléfique : inspiré de Fire Emblem: Shadow Dragon, le joueur doit guider Marth à travers le Temple de Thabes pour reprendre l'épée sacrée Falchion des mains de Gharnef.
- Lady de Caelin : tiré de Fire Emblem: The Blazing Blade, le joueur vient en aide à Lyn dans la reconquête du château de son grand-père, Lord Haussen, qui est alors sous l'emprise du marquis de Lahus.
- Retrouvailles : Celica, héroïne de Fire Emblem Echoes: Shadows of Valentia, a été enlevée par les fidèles du Dieu guerrier Duma. Le joueur doit alors guider le groupe dans le souterrain de l'autel pour la délivrer.
- Défi de héros[note 1] : plongé dans le monde de Fire Emblem: Awakening, le joueur suit les combats des jumeaux Rowan et Lianna qui doivent faire leurs preuves en ressortant victorieux de l'Arène de Ferox.
- Chagrin[note 2] : reprenant l'intrigue du chapitre 5 de Fire Emblem Fates, le joueur doit aider Azura à raisonner Corrin qui, venant de perdre un membre de sa famille, ne parvient pas à maîtriser sa forme de dragon.
- Le royaume des dieux[note 2] : inspiré du chapitre 9 de Fire Emblem Fates : Héritage, Corrin et Sakura, invitées au château d'Izumo, se retrouvent piégées. Le joueur doit donc les sortir de ce mauvais pas.
- Accueil glacial[note 2] : le joueur revit le chapitre 8 de Fire Emblem Fates : Conquête dans lequel Corrin, envoyée pour étouffer pacifiquement la rébellion de la tribu des glaces, se voit forcée de prendre les armes.
- L'assaut des sommets[note 2] : inspiré de Fire Emblem: Shadow Dragon, le joueur doit mener l'armée de Marth au travers des Monts Samsooth, demeure de bandits nommés les Samsians, menés par Nabarl.
- Princesse Minerva[note 2] : tiré de Fire Emblem: Shadow Dragon, le joueur aide Marth à attaquer le château de Deil pris par l'armée de Doluna et à libérer une otage dont la captivité empêche Minerva de se rebeller.
- Marché de Knorda[note 2] : inspiré de Fire Emblem: Shadow Dragon, le joueur mène Marth vers le palais royal d'Akaneia. En chemin, il trouve un homme malmené par des villageois de Knorda, ainsi que Linde.
- L'héritier de légende[note 2] : inspiré de Fire Emblem: Awakening, le joueur mène Chrom dans un village dans lequel Owain se dresse contre un brigand, à la recherche de l'épée légendaire Mistilteinn.
- Emmeryn[note 2] : tiré de Fire Emblem: Awakening, le joueur aide Chrom à sauver de l'exécution sa sœur aînée, Emmeryn. En chemin, il rencontre Tharja, une mage noire plus intéressée par ses sorts que la guerre.
- La danseuse itinérante[note 2] : inspiré de Fire Emblem: Awakening, Chrom affronte l'armée de Valldar, tandis qu'une danseuse feroxienne à l'air déterminé, Olivia, fait son apparition.

Par ailleurs, deux autres modes, Inventaire et Marché, permettent respectivement au joueur de gérer ses équipements et d'améliorer ses unités aux moyens d'emblèmes d'attaque et de défense, ainsi que des techniques. Enfin, dans le menu Extras, il peut consulter des informations générales sur le jeu, comme les personnages, les musiques, les cinématiques, mais aussi recevoir des cadeaux grâce aux amiibo et gérer les paramètres.

### Compatibilité amiibo
Deux figurines amiibo ont été révélées lors de l'E3 2017, l'une à l'effigie de Chrom, l'autre à celle de Tiki. Ces nouvelles figurines font partie de la série Fire Emblem et sont parues en même temps que le jeu.
Les figurines amiibo sont compatibles avec le jeu et permettent d'obtenir des armes et des objets supplémentaires, au maximum cinq fois par jour. Les amiibo de Chrom et de Tiki permettent d'obtenir un cadeau spécial, à savoir respectivement l'épée d'entraînement de Chrom et la larme de Tiki.

## Développement

### Communication

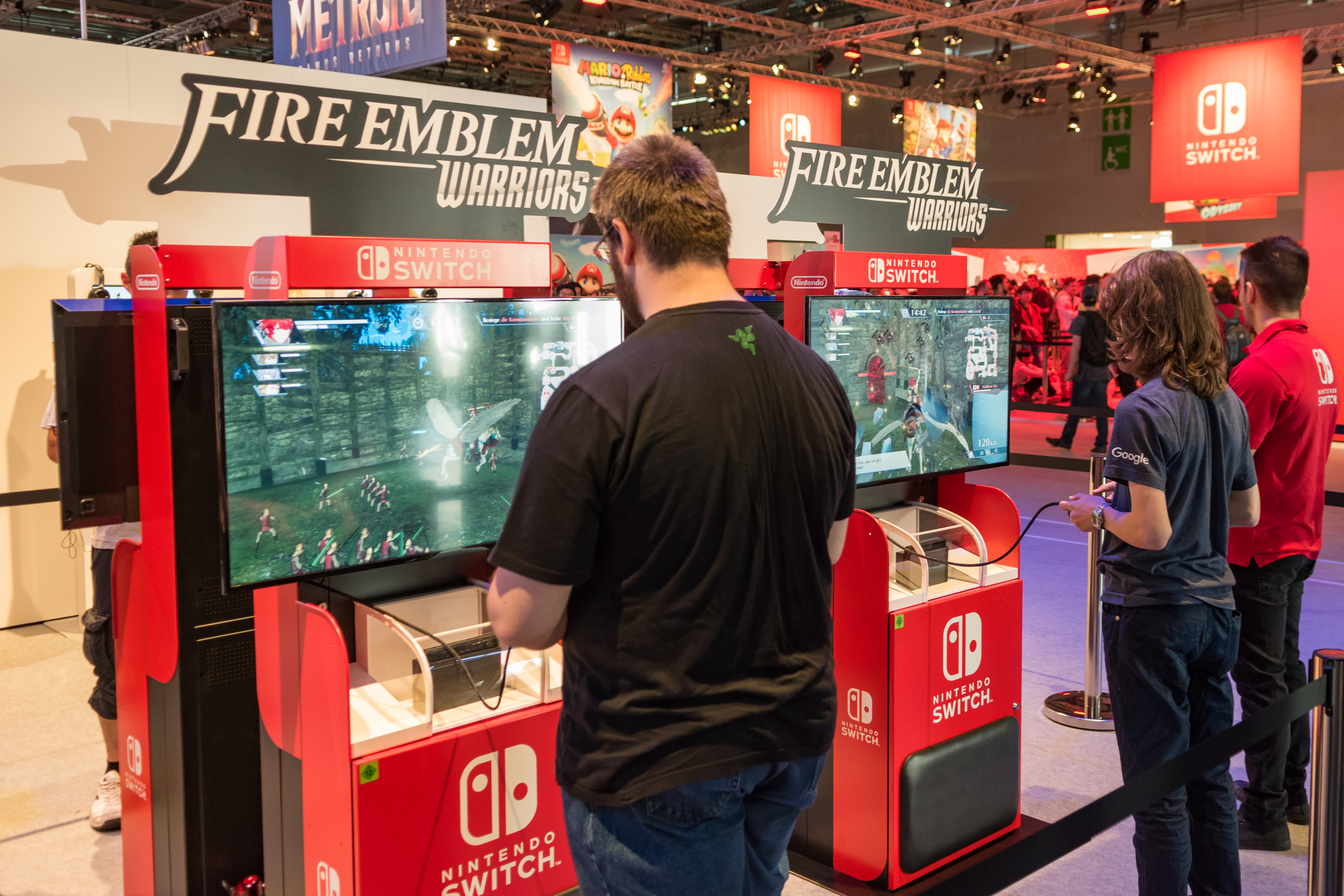
Bornes de démonstration lors de la Gamescom 2017

Le jeu a été annoncé une première fois au cours de la présentation de la console Nintendo Switch du 13 janvier 2017.
La présentation Fire Emblem Direct, diffusée le 18 janvier 2017, confirme que le jeu est également développé sur New Nintendo 3DS, en plus de la version Nintendo Switch annoncée cinq jours plus tôt. Cette présentation confirme également que le prince Chrom, personnage principal de Fire Emblem: Awakening, est un personnage jouable,.
Au cours de la présentation Nintendo Spotlight at E3, le 13 juin 2017 à l'occasion de l'E3 2017, une nouvelle bande-annonce a été publiée. Elle donne de premiers indices sur le scénario du jeu et ajoute six personnages à la liste des personnages confirmés : le prince Marth, personnage principal de Fire Emblem: Shadow Dragon, Corrin (femme), le prince Ryoma et le prince Xander, trois personnages importants de Fire Emblem Fates, ainsi que deux personnages inédits créés spécifiquement pour le jeu : Rowan et Lianna. Deux figurines amiibo, à l'effigie de Chrom et Tiki, ont également été dévoilées, sans toutefois préciser leur effet dans le jeu.
Une nouvelle vidéo a été publiée par Nintendo le 5 juillet 2017, à l'occasion de la Japan Expo 2017. Elle est consacrée aux personnages de Fire Emblem: Awakening présents dans le jeu, confirmant au passage quatre personnages supplémentaires : Daraen (homme), Lissa, Frederick et Lucina.
Plusieurs vidéos, publiées en juillet 2017 par Tecmo Koei, montrent des conversations entre différents personnages du jeu. Ceci indique donc la présence de conversations de soutien dans le jeu, comme cela a été le cas dans certains épisodes principaux de la série,.
Le 1er août 2017, une publication sur le site Famitsu révèle deux personnages de Fire Emblem: Awakening supplémentaires : Cordelia et Daraen (femme).
Le 22 août 2017, à l'occasion de la Gamescom 2017, une nouvelle bande-annonce a été publiée. Elle présente quatre personnages supplémentaires, appartenant aux fratries royales d'Hoshido et de Nohr dans Fire Emblem Fates : Leo, Camilla, Hinoka et Takumi. La date de sortie du jeu pour l'Europe est également annoncée : le 20 octobre 2017 pour les deux versions. Une édition limitée de la version Nintendo Switch est aussi annoncée pour l'Europe et inclut le jeu, trois CD de la bande sonore et des cartes des personnages.
D'après une interview des développeurs publiée sur le site Nintendo Everything, la version Nintendo Switch du jeu offre deux paramètres de résolution et de framerate lorsque la console est en mode TV : 1080p à 30 FPS ou 720p à 60 FPS. Les joueurs peuvent choisir un de ces modes d'affichage dans les options du jeu.
Le 28 août 2017, Nintendo of America a annoncé la date de sortie du jeu en Amérique. Tout comme en Europe, les deux versions du jeu sont prévues pour sortir le 20 octobre 2017. L'édition spéciale du jeu Nintendo Switch a également été annoncée et dispose du même contenu que l'édition limitée européenne, plus un poster double face.
Le 1er septembre 2017, au cours du direct du magazine japonais Famitsu diffusé à l'occasion de sa 1500e édition, la princesse Elise de Fire Emblem Fates a été révélée en tant que personnage jouable et complète ainsi la fratrie royale de Nohr. Le 5 septembre 2017, Sakura vient compléter la fratrie royale d'Hoshido, ainsi que Corrin (homme), d'après une nouvelle publication de Famitsu.
Au cours de la présentation Nintendo Direct du 14 septembre 2017, Lyn, l'un des personnages principaux de Fire Emblem: The Blazing Blade, a été annoncée en tant que personnage jouable.
Durant une présentation au Tokyo Game Show 2017, le 21 septembre 2017, la princesse Celica, personnage principal de Fire Emblem Gaiden et de Fire Emblem Echoes: Shadows of Valentia, a été présentée à son tour. Le 23 septembre 2017, ce sont Tiki et Shiida, deux personnages importants de Fire Emblem: Shadow Dragon, qui sont annoncées.
Le 24 septembre 2017, également au Tokyo Game Show 2017, Koei Tecmo Games a annoncé trois lots de contenu additionnel. Le premier est basé sur Fire Emblem Fates et est sorti le 21 décembre 2017 dans le monde entier. Le second, basé sur Fire Emblem: Shadow Dragon, sortira début 2018. Enfin, le troisième lot, basé sur Fire Emblem: Awakening, sortira au printemps 2018. Le 25 septembre 2017, Nintendo donne des précisions concernant ces packs de contenu additionnel pour les régions Europe et Amérique, ainsi que des informations complémentaires sur la compatibilité amiibo.
Le 28 septembre 2017, à la sortie du jeu au Japon, Koei Tecmo Games a publié une vidéo annonçant le personnage d'Anna, figure régulière des jeux de la série Fire Emblem.

### Mises à jour
Depuis sa sortie, le jeu a fait l'objet de plusieurs mises à jour, améliorant pour la plupart d'entre-elles le gameplay et continuant d'ajouter, parfois, du nouveau contenu. Ainsi, depuis la mise à jour 16 novembre 2017, les joueurs peuvent parcourir gratuitement la carte Défi de héros dans le mode Chroniques. La mise à jour du 21 décembre 2017 offre, en plus de la compatibilité avec le lot de contenu additionnel de Fire Emblem Fates, une augmentation du plafond du niveau maximal des unités, passant ainsi de 99 à 110,. Une mise à jour disponible le 15 février 2018 ajoute la compatibilité avec le lot de contenu additionnel de Fire Emblem: Shadow Dragon et augmente encore le niveau maximal des personnages, passant de 110 à 130. Une dernière mise à jour disponible le 29 mars 2018 ajoute la compatibilité avec le lot de contenu additionnel de Fire Emblem: Awakening et augmente encore une fois le niveau maximal des personnages, passant à 150.

### Contenu additionnel
Trois lots de contenu additionnel ont été annoncés le 24 septembre 2017,, basés respectivement sur Fire Emblem Fates, Fire Emblem: Shadow Dragon et Fire Emblem: Awakening. Ainsi, le premier, sorti le 21 décembre 2017, est inspiré de l'univers de Fire Emblem Fates et propose trois personnages, à savoir Azura, Oboro et Niles, chacun disposant d'une arme exclusive, ainsi que trois nouvelles cartes pour le mode chroniques, nommées Chagrin, Le royaume des dieux et Accueil glacial, et de nouveaux costumes. Le second lot, disponible depuis le 15 février 2018 est inspiré de Fire Emblem: Shadow Dragon et met à disposition trois personnages, qui sont Nabarl, Minerva et Linde, accompagnés de trois cartes pour le mode chroniques, qui sont  L'assaut des sommets, Princesse Minerva et Marché de Knorda, d'armes exclusives à ces personnages ainsi que pour Shiida, Tiki et Anna et de différentes tenues. Enfin, le troisième lot, paru le 29 mars 2018, débloque trois personnages issus de Fire Emblem: Awakening, à savoir Owain, Tharja et Olivia, des armes exclusives pour tous les trois ainsi que Daraen, Lissa, Frederick et Cordelia, et propose trois nouvelles cartes issues du jeu pour le mode chroniques, à savoir L'héritier de légende, Emmeryn et La danseuse itinérante, ainsi que de nouvelles tenues.
Par ailleurs, un contenu additionnel gratuit contenant les doublages japonais est disponible pour les versions européenne et américaine du jeu. De manière similaire, les doublages anglais peuvent être ajoutés à la version japonaise, depuis une mise à jour du jeu sortie le 16 novembre 2017.

## Accueil

### Critiques
Fire Emblem Warriors a reçu des critiques globalement positives de la part de la presse spécialisée. Les sites de compilation de critiques GameRankings et Metacritic accordent à la version Nintendo Switch une moyenne de 75 %, calculée respectivement sur trente-sept et soixante-sept critiques,. Concernant la version New Nintendo 3DS, ils lui accordent des moyennes respectives de 63,75 % et de 69 %, calculées de manière respective à partir de quatre et de onze critiques,.

### Ventes
À la première semaine suivant la sortie du jeu au Japon, le jeu s'est vendu à près de 60 000 exemplaires, dont environ 41 500 pour la version Nintendo Switch.
Au 2 janvier 2018, les versions Nintendo Switch et New Nintendo 3DS se sont, au total, vendues respectivement à 0,32 million et 0,11 million d'exemplaires dans le monde. Le 26 avril 2018, le total d'un million de ventes est atteint.